# Кале, Пауль
Пауль Эрнст Ка́ле (нем. Paul Ernst Kahle; 21 января 1875, Хоэнштайн — 24 сентября 1964, Бонн) — немецкий протестантский востоковед-гебраист и арабист. Доктор философии, профессор, академик, почётный доктор.

## Биография
Родился [21 января]] 1875 года в Хоэнштайне. Его отец был учителем, сначала в гимназии, а с 1904 года — провинциальным школьным инспектором.
Изучал теологию в Галле с 1894 года, а с 1895 года – востоковедение в Марбурге. В 1898 году защитив в Галле диссертацию «Текстологические и лексические заметки к самаритянскому переводу Пятикнижия» (Textkritische und lexikalische Bemerkungen zum samaritanischen Pentateuchtargum. Halle) получил степень доктора философии. После завершения учёбы и последующего изучения рукописей в Берлине, Лондоне, Кембридже и Оксфорде, он подготовил под руководством Э. Ф. Кауча диссертацию «Масоретский текст Ветхого Завета согласно традиции евреев Вавилонии» и одновременно с окончанием Виттенбергской проповеднической семинарии (нем. Predigerseminar) получил в 1902 году степень доктора теологии. В этой докторской диссертации по теологии он исследовал рукопись Ms qu or 680 из Берлинской государственной библиотеки, продемонстрировав, что в ней обнаруживаются следы более древней системы огласовки, возникшей в Вавилонии и во многих отношениях отличающейся от тивериадской. 
Две докторские диссертации, защищённые в Галле (по философии и теологии), были посвящены темам, которые будет сопровождать Кале всю жизнь и в первую очередь определяют его репутацию как учёного: история еврейского языка, еврейский библейский текст и его древние переводы.
С 1902 по 1903 год был помощником пастора в Брэиле (Румыния). В 1903 году он переехал в Каир, где до 1908 года служил в местной протестантской общине и возглавлял Немецкую протестантскую высшую школу. В 1906 и 1908 годах выезжал в Палестину ради знакомства с живой традицией рецитирования Библии у самаритян.
В 1909 году, защитив диссертацию по арабистике «Zur Geschichte des arabischen Schattenspiels in Egypten», прошел хабилитацию как востоковед в Галльском университете, после чего занял там же должность приват-доцента, совмещая ее с заведованием библиотекой Немецкого востоковедного общества.
При подготовки исследования текстов Библии с вавилонской огласовкой, которое являлось прямым продолжением его диссертации 1902 года, ему в Галле из Санкт-Петербурга при содействии П. К. Коковцова были присланы рукописи Библии. Всего им было использовано более 50 рукописей. Книга, получившая название «Масореты Востока» была напечатана в 1913 году.
Летом 1914 года посетил Египет, где его застало начало Первой мировой войны; по возвращении попал во французский плен, в том же году был освобождён. С 1914 года — профессор Гисенского университета, с 1923 года — профессор в Боннского университета.
В 1915 году П. Кале опубликовал статью «Исследования по истории текста Пятикнижия», в которой сформулированы основные положения нового взгляда на историю древнееврейского текста, отличавшиеся от представлений П. де Лагарда, который основной задачей текстологии полагал восстановление единого первоначального текста Библии. Кале же считал, что изначально существовало несколько вариантов текста, и что различия между ними впоследствии были устранены путем создания одного унифицированного текста. По его мнению, самаритянское Пятикнижие и Септуагинта демонстрируют те варианты текста (Vulgärtext), которые были впоследствии утрачены или вытеснены в результате сознательной унификации древнееврейского текста Библии, завершившейся около 100 года.
С 1921 года — председатель Немецкого востоковедного общества, а с 1933 года — главный редактор «Журнала немецкого востоковедного сообщества» ({lang-de|Zeitschrift der deutschen Morgenländischen Gesellschaft}}).
В 1927 году им был выпущен 1-й том работы «Масореты Запада» — исследования, посвященного палестинской системе огласовки. Во время 5-недельного посещения Ленинграда осенью 1926 года он смог ознакомиться с Ленинградским кодексом. По просьбе Кале в этом же году эта рукопись (вместе с несколькими сотнями фрагментов из Генизы, хранившихся в Ленинграде) была отправлена на 2 года в Бонн для подготовки 3-го издания Biblia Hebraica. 
В 1917 году женился на Мари Гизевиус, учительнице, которая была на 18 лет моложе его. У них было пятеро сыновей (Вильгельм, Ганс Герман, Теодор, Пауль-младший и Эрнст). Его жена и старший сын впоследствии участвовали в помощи евреям, пострадавшим во время «хрустальной ночи», и семья была вынуждена покинуть нацистскую Германию, перебравшись в 1939 году в Англию. Примечательно, что на неоднократные требования администрации Боннского университета, начиная с 1933 года, предоставить доказательства своего арийского происхождения, он отвечал:

Пожалуйста, не присылайте мне эту чушь. Вы не имеете права требовать от меня, учёного и филолога, подписания подобной чепухи. Я не ариец. Возможно, индийцы и персы — арийцы. Я не индиец и не перс. Я немец, а кто такие немцы, чёрт его знает
После того, как власти Германии обнаружили побег, Пауль Кале и его семья были лишены немецкого гражданства, а сам он — докторской степени, полученной в Гиссене. Дом на Кайзерштрассе, 61, и семейное имущество, включая около 8000 научных книг Кале, были конфискованы.
В Англии коллекционер сэр Альфред Честер Битти нанял его для каталогизации своей коллекции рукописей. Семья получила дополнительную поддержку от Общества защиты науки и образования, изначально основанного для поддержки еврейских учёных. В 1941 году в Британской академии он читал курс лекций о рукописях из Каирской генизы. Эти лекции в переработанном виде составили основу книги «Каирская гениза», 1-е издание которой вышло на английском языке в 1947 году.
После Второй мировой войны Пауль Кале сначала в Германию не вернулся, но получил звание почётного профессора в Бонне. Опубликовал ряд работ о Кумранских рукописях. Новые данные кумранских рукописей позволили П. Кале основательно переработать книгу «Каирская гениза», 2-е издание которой вышло в 1959 году. По сути в этой книге, вышедшей за пределы заявленной темы, он обобщил свой многолетний опыт исследования истории текста Ветхого Завета; её главными частями являются раздел об общей истории древнееврейского текста Библии и раздел о древних переводах Ветхого Завета. А материал 1-го раздела книги в несколько переработанном и расширенном виде составил новую книгу Кале — «Библейский текст со времен Франца Делича» (1961). 
Его жена Мари умерла в 1948 году от синдрома Рейно. В 1949 году он получил свои ценные книги обратно, после того как стало известно, что Кёльнский университет приобрёл их у гестапо за 11 500 рейхсмарок. Попытки вернуть Пауля Кале в Боннский университет в качестве приглашённого учёного и присвоить ему почётную докторскую степень провалились, в частности, потому, что в 1942 году он написал доклад о своих бывших коллегах для британского МИДа и распространил его в частном порядке после войны.
Только в 1963 году Кале переехал в Дюссельдорф к сыну Паулю. Умер в Бонне после инсульта 24 сентября 1964 года и был похоронен в семейном склепе своих родителей на кладбище Родтберг в Гиссене. 
Почётный профессор в Мюнстере. Почётный доктор Оксфордского университета и других университетов.
П. Кале был одним из редакторов «Biblia Hebraica» Рудольфа Киттеля, вместе с Альбрехтом Альтом и Отто Эйсфельдтом.